# غران بل فيشر
غران بل فيشر (بالإنجليزية: Gran Bel Fisher)‏ هو مغن مؤلف ومغني أمريكي، ولد في 18 أكتوبر 1981.

## وصلات خارجية
- الموقع الرسمي
- غران بل فيشر على موقع ميوزك برينز (الإنجليزية)
- غران بل فيشر على موقع أول ميوزيك (الإنجليزية)
- غران بل فيشر على موقع ديسكوغز (الإنجليزية)